# Клеман Морель
Клеман Морель (фр. Clément Morel; нар. 16 липня 1984) — колишній французький тенісист.
Найвищу одиночну позицію світового рейтингу — 387 місце досяг 15 жовтня 2007, парну — 509 місце — 1 жовтня 2007 року.

## Юніорські фінали турнірів Великого шолома

### Одиночний розряд: 1 (1 перемога)
| Результат | Рік  | Турнір                                 | Покриття | Суперник | Рахунок  |
| --------- | ---- | -------------------------------------- | -------- | -------- | -------- |
| Перемога  | 2002 | Відкритий чемпіонат Австралії з тенісу | Тверде   | Тодд Рід | 6–4, 6–4 |

## Фінали ATP Челленджер і ITF Ф'ючерс

### Одиночний розряд: 8 (2–6)
| Легенда              |
| -------------------- |
| ATP Челленджер (0–0) |
| ITF Ф'ючерс (2–6)    |

| Фінали за покриттям |
| ------------------- |
| Тверде (1–5)        |
| Ґрунт (1–1)         |
| Трава (0–0)         |
| Килим (0–0)         |

| Результат | В-П | Дата     | Турнір                 | Рівень  | Покриття | Суперник        | Рахунок            |
| --------- | --- | -------- | ---------------------- | ------- | -------- | --------------- | ------------------ |
| Поразка   | 0–1 | Вер 2003 | Ямайка F9, Монтего-Бей | Ф'ючерс | Тверде   | Жиль Сімон      | 3–6, 2–6           |
| Поразка   | 0–2 | Бер 2006 | Ізраїль F2, Раанана    | Ф'ючерс | Тверде   | Енді Рам        | 3–6, 6–3, 3–6      |
| Поразка   | 0–3 | Жов 2006 | Ботсвана F1, Габороне  | Ф'ючерс | Тверде   | Талаль Ухабі    | 6–4, 6–7(6–8), 3–6 |
| Перемога  | 1–3 | Жов 2006 | ПАР F1, Преторія       | Ф'ючерс | Тверде   | Пітер Калітз    | 6–7(3–7), 6–1, 6–1 |
| Поразка   | 1–4 | Бер 2007 | Португалія F2, Лагуш   | Ф'ючерс | Тверде   | Петер Весселс   | 3–6, 2–6           |
| Поразка   | 1–5 | Лип 2007 | Грузія F1, Тбілісі     | Ф'ючерс | Тверде   | Ладо Чихладзе   | 6–7(5–7), 4–6      |
| Перемога  | 2–5 | Сер 2008 | Бельгія F1, Ойпен      | Ф'ючерс | Ґрунт    | Романо Франтзен | 7–5, 2–6, 6–1      |
| Поразка   | 2–6 | Сер 2008 | Бельгія F2, Коксейде   | Ф'ючерс | Ґрунт    | Рабіє Чакі      | 4–6, 3–6           |

### Парний розряд: 11 (5–6)
| Легенда              |
| -------------------- |
| ATP Челленджер (0–0) |
| ITF Ф'ючерс (5–6)    |

| Фінали за покриттям |
| ------------------- |
| Тверде (1–3)        |
| Ґрунт (4–3)         |
| Трава (0–0)         |
| Килим (0–0)         |

| Результат | В-П | Дата     | Турнір                 | Рівень  | Покриття | Партнер           | Суперники                       | Рахунок                      |
| --------- | --- | -------- | ---------------------- | ------- | -------- | ----------------- | ------------------------------- | ---------------------------- |
| Поразка   | 0–1 | Січ 2003 | Франція F2, Анже       | Ф'ючерс | Ґрунт    | Лоран Рекундер    | Ніколя Маю Едуар Роже-Васслен   | 1–6, 6–7(0–7)                |
| Поразка   | 0–2 | Вер 2003 | Ямайка F9, Монтего-Бей | Ф'ючерс | Тверде   | Жиль Сімон        | Дастін Браун Раян Расселл       | 6–7(4–7), 2–6                |
| Перемога  | 1–2 | Сер 2004 | Іран F1, Тегеран       | Ф'ючерс | Ґрунт    | Бенжамен Бальре   | Сарвар Ікрамов Мурад Іноятов    | 6–1, 6–1                     |
| Поразка   | 1–3 | Сер 2004 | Іран F2, Тегеран       | Ф'ючерс | Ґрунт    | Бенжамен Бальре   | Шарль Рош Ксав'є Одуа           | 4–6, 1–6                     |
| Поразка   | 1–4 | Сер 2005 | Ліван F2, Бейрут       | Ф'ючерс | Ґрунт    | Бенжамен Бальре   | Патрік Чукрі Александер Гартман | 7–6(7–3), 6–7(2–7), 0–1 ret. |
| Перемога  | 2–4 | Сер 2005 | Іран F1, Тегеран       | Ф'ючерс | Ґрунт    | Бенжамен Бальре   | Асім Шафік Акіль Хан            | 6–2, 7–5                     |
| Перемога  | 3–4 | Бер 2006 | Ізраїль F2, Раанана    | Ф'ючерс | Тверде   | Бенжамен Бальре   | Ішай Хадаш Предраг Русевський   | 6–2, 4–6, 6–3                |
| Перемога  | 4–4 | Жов 2006 | ПАР F1, Преторія       | Ф'ючерс | Тверде   | Філіпп де Бонневі | Веслі Баптіст Рікус Де Вільєрс  | 6–3, 7–6(8–6)                |
| Перемога  | 5–4 | Лип 2007 | Іран F2, Тегеран       | Ф'ючерс | Ґрунт    | Шарль Рош         | Сирим Абдухаліков Сергій Бетов  | 6–3, 3–6, 6–3                |
| Поразка   | 5–5 | Сер 2007 | Грузія F2, Тбілісі     | Ф'ючерс | Тверде   | Шарль Рош         | Сирим Абдухаліков Сергій Бетов  | 0–2 ret.                     |
| Поразка   | 5–6 | Вер 2007 | Польща F8, Ополе       | Ф'ючерс | Ґрунт    | Бенжамен Бальре   | Блажей Конюш Матеуш Ковальчик   | 1–6, 1–6                     |